# Philipp Jenninger
Philipp-Hariolf Jenninger (ur. 10 czerwca 1932 w Rindelbachu, zm. 4 stycznia 2018 w Stuttgarcie) – niemiecki polityk, od 1982 do 1984 sekretarz stanu w Urzędzie Kanclerza Federalnego, od 1984 do 1988 przewodniczący Bundestagu.

## Życiorys
Wychował się w katolickiej rodzinie. Jego ojciec był drukarzem. Dwóch jego braci zginęło w czasie II wojny światowej. Philipp Jenninger maturę zdał w 1952 w gimnazjum w Ellwangen. Następnie studiował prawo na Uniwersytecie w Tybindze. W 1955 i 1959 zdał państwowe egzaminy prawnicze I i II stopnia. W 1957 obronił doktorat.
Od 1960 do 1963 był urzędnikiem w niemieckim ministerstwie obrony narodowej. W 1964 minister Heinrich Krone powierzył mu funkcję swojego asystenta i rzecznika prasowego. Od 1966 do 1969 był doradcą politycznym ministra finansów Franza Josefa Straußa. W 1969 uzyskał mandat deputowanego do Bundestagu, w którym zasiadał do 1990. W latach 1973–1982 pełnił funkcję dyrektora zarządzającego frakcją chadecką. Od 1982 do 1984 w rządzie Helmuta Kohla był ministrem stanu w urzędzie kanclerza federalnego.
5 listopada 1984 został przewodniczącym niższej izby niemieckiego parlamentu. 10 listopada 1988 wygłosił mowę w 50. rocznicę nocy kryształowej, w której próbował wyjaśnić przyczyny fascynacji Niemców narodowym socjalizmem. Mowa ta została negatywnie odebrana, na skutek krytyki Philipp Jenninger następnego dnia ustąpił z funkcji przewodniczącego Bundestagu. Po zakończeniu wykonywania mandatu poselskiego pełnił funkcję ambasadora: w latach 1991–1995 w Austrii, a w latach 1995–1997 przy Stolicy Apostolskiej.
Odznaczony m.in. Orderem Zasługi Republiki Włoskiej I klasy.

## Życie prywatne
Był żonaty, miał syna. Mieszkał w Stuttgarcie.